# Der Idiot

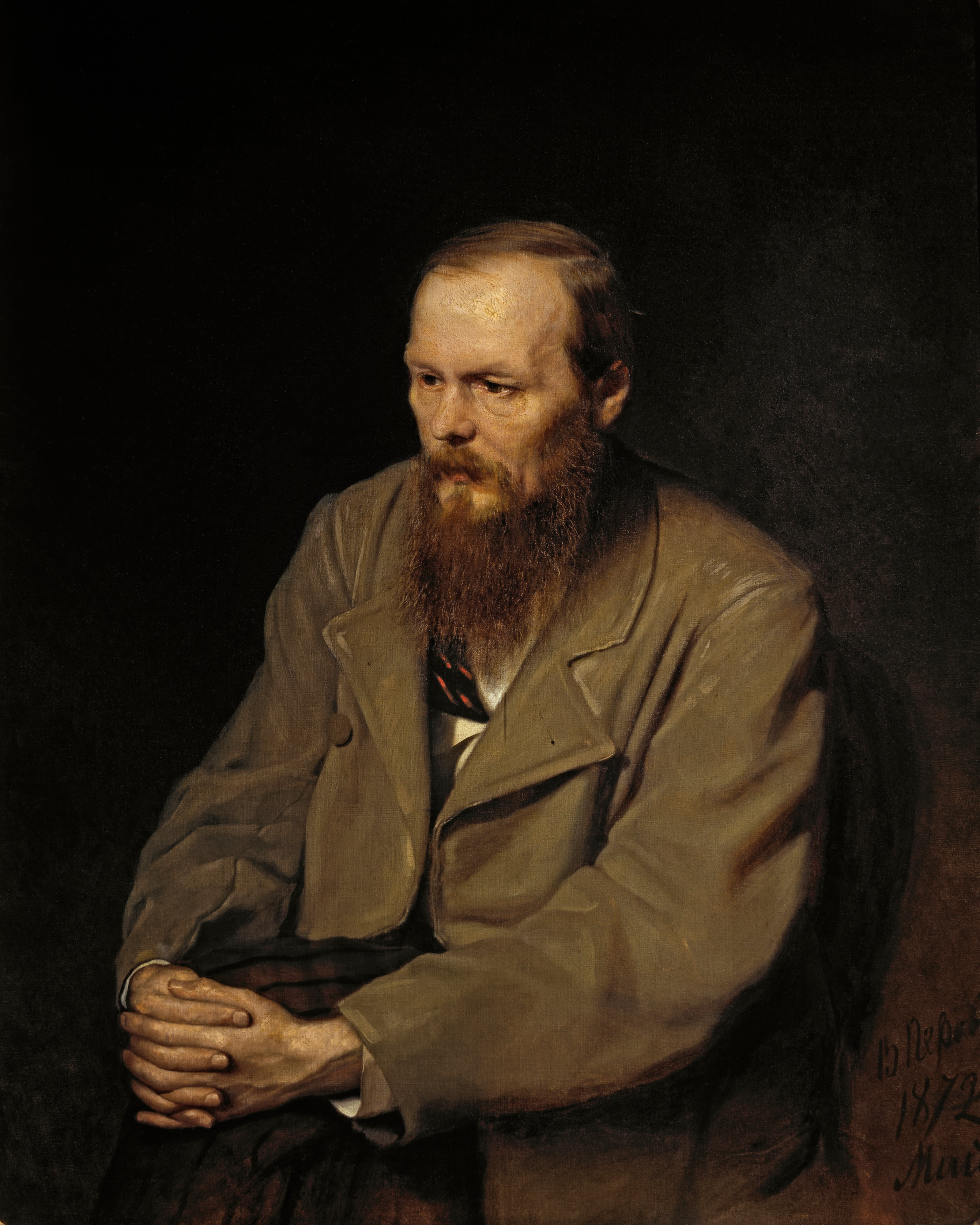
Dostojewski-Porträt von Wassili Perow (1872)

Der Idiot (russisch Идиот Idiot) ist der Titel eines zuerst von Januar 1868 bis Februar 1869 in der Zeitschrift Russki Westnik publizierten Romans Fjodor Dostojewskis, der von der Literaturwissenschaft in die Reihe seiner großen Werke eingeordnet wird. Darin führt der Autor den „Hauptgedanke[n] des Romans“ durch, in einer Art Experiment einen „im positiven Sinne schönen Menschen“ – den jungen Fürsten Myschkin – nach einem langen Schweizer Refugium mit der zeitgenössischen Petersburger Gesellschaft zu konfrontieren. In seiner naiven, unkonventionellen Art begegnet der an Epilepsie leidende, psychisch labile Protagonist den Menschen in ihren persönlichen und sozialen Spannungen und Widersprüchen und ihrem daraus resultierenden Leid und scheitert tragisch in seinen Bemühungen, ihnen zu helfen. Die erste deutsche Übersetzung von August Scholz erschien 1889, viele weitere folgten (s. Entstehungs- und Publikationsgeschichte).

## Inhalt
Der 26-jährige Fürst Lew Myschkin kehrt nach einem fünfjährigen Aufenthalt in einem Schweizer Sanatorium an einem Novembermorgen nach Russland zurück, um in Sankt Petersburg nach dem Tod eines Verwandten eine Erbschaftsangelegenheit zu klären. Obwohl seine Epilepsie erfolgreich behandelt wurde, haben sich durch seine Isolation kindlich-naive Verhaltensweisen erhalten, und er wird von der Gesellschaft als „Idiot“, in der Bedeutung eines weltfremden Sonderlings, belächelt.

### Der erste Tag in Petersburg
Im ersten, an einem Tag spielenden Romanteil lernt der Fürst Familien des wohlhabenden Mittelstandes kennen, schließt Freundschaften mit einigen Mitgliedern und erhält so Zugang sowohl zum privilegierten Kreis als auch zu gesellschaftlich nicht geachteten Randgruppen. Dabei werden die Haupt- und Nebenfiguren vorgestellt und das Beziehungsgeflecht mit den Konfliktsituationen um den Protagonisten herum aufgebaut.
Dieser erste Teil hat vier Schwerpunkte: Erstens die Bekanntschaft Myschkins mit dem Kaufmann Rogoschin und dem Beamten Lebedew im Zug (1. Kapitel); zweitens der Besuch bei seinen entfernten Verwandten, der Familie des Generals Jepantschin, seiner Frau Lisaweta und den Töchtern Alexandra, Adelaida und Aglaja (2. bis 7. Kapitel); drittens mietet er ein Zimmer bei der verarmten Familie Iwolgin (8. bis 12. Kapitel), und viertens nimmt er an der Geburtstagsfeier Nastassja Filippowna Baraschkowas (13. bis 16. Kapitel) teil, der sozial ausgegrenzten Geliebten des reichen Großgrundbesitzers Tozkij, der sie mit Gawrila Iwolgin verheiraten möchte. Der junge Mann bekommt an diesem Tag jedoch zwei Konkurrenten: Rogoschin, der 100 000 Rubel bietet, und Myschkin, welcher durch seine Werbung die anderen Verbindungen und damit das seiner Einschätzung nach vorhersehbare Unglück der Beteiligten verhindern möchte. Am nächsten Tag verlassen der Fürst, Nastassja und Rogoschin Petersburg, und es entwickelt sich zwischen ihnen eine tragisch endende Liebesbeziehung.

### Die zweite Rückkehr nach Petersburg
Im 2. Teil kommen, nach einem Zeitsprung von sechs Monaten (1. Kapitel), Anfang Juni Rogoschin, Nastassja und Myschkin (2. Teil, 1. Kapitel) getrennt wieder nach Petersburg zurück, nachdem sie in wechselnden, jeweils mit einer Trennung endenden Beziehungen zusammengelebt haben. Am Ankunftstag erfährt der Fürst von Lebedew (2. Kapitel), dass sich die einstige Geliebte in Petersburg wieder mit Rogoschin trifft und sich oft bei ihrer Freundin Darja Alexejewna in Pawlowsk aufhält. Da sein Informant dort ebenfalls ein Landhaus hat, mietet der Fürst darin eine Wohnung. Sein nächster Weg führt ihn zu Rogoschins düsterem Haus (3. bis 4. Kapitel). Er will sich mit dem Rivalen darüber verständigen, dass sie sich nicht befeinden, sondern der Geliebten die Entscheidung überlassen. Doch dieser kann, trotz ihres versöhnlichen Gesprächs, seine Eifersucht nicht kontrollieren und folgt ihm in den Gasthof „Zur Waage“, um ihn zu erstechen. Dieser Mordanschlag wird jedoch durch Myschkins Epilepsieanfall verhindert (5. Kapitel). Als die beiden sich später in Pawlowsk treffen, vergibt der Fürst dem Rivalen seine Tat, die er als unbegründeten Hass und „Fiebertraum“ erklärt (3. Teil, 3. Kapitel).

### Sommer in Pawlowsk

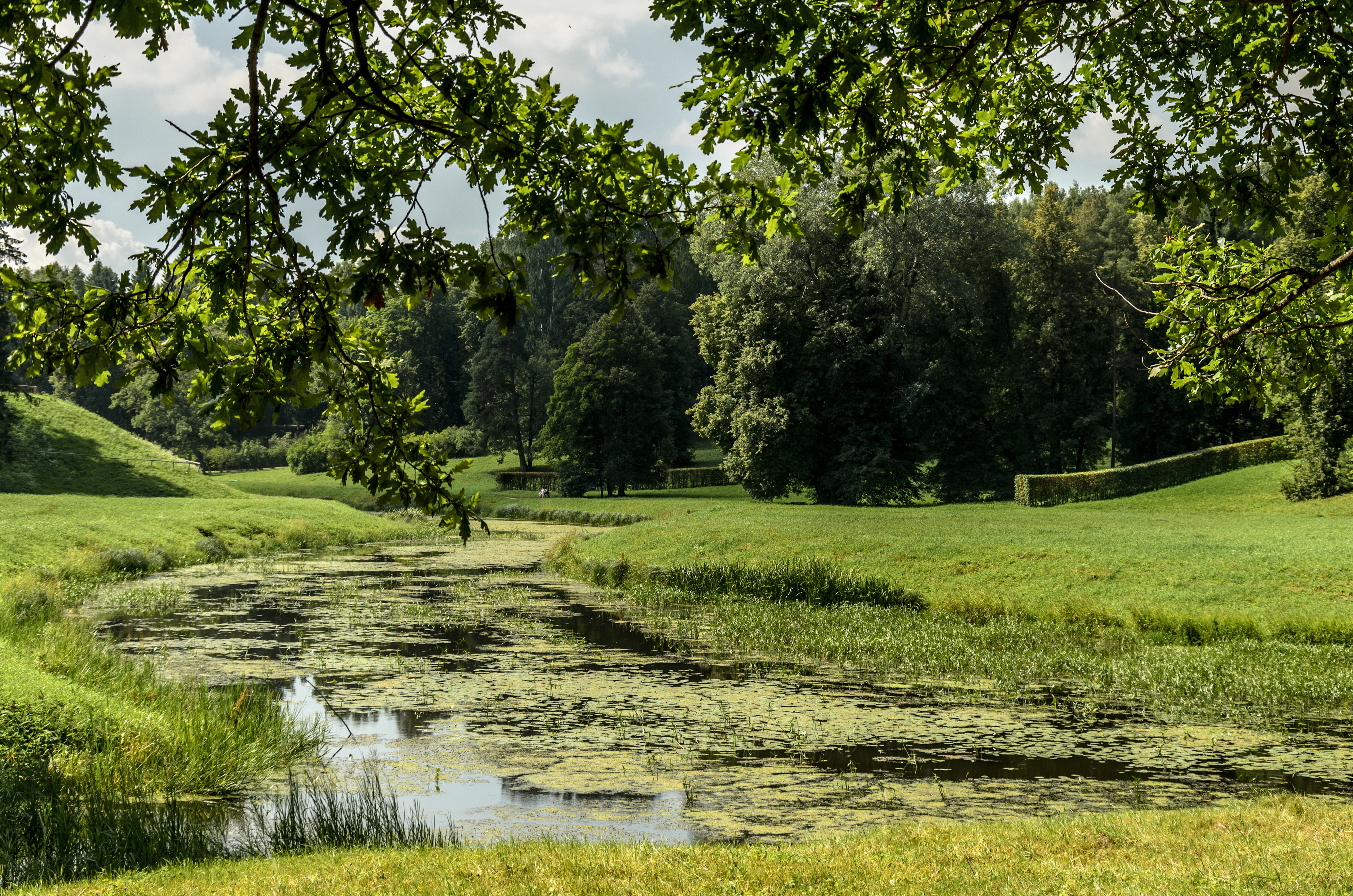
Der idyllische Pawlowsker Park kontrastiert als Kulisse mit den Gesprächen der Protagonisten über ihre nicht lösbaren Beziehungskonflikte und tragischen Lebensentscheidungen.

Die Handlung verlagert sich anschließend für einen Monat nach Pawlowsk (2. Teil, 6. Kapitel bis 4. Teil), wo die wohlhabenden Petersburger, u. a. Jepantschin, Ptizyn, Lebedew, in einer Parklandschaft gelegene Häuser besitzen, in denen sie mit Freunden und Verwandten die Sommertage verbringen. In dieser Zeit besuchen sie sich gegenseitig, tauschen Gerüchte aus und führen Gespräche über ihre Beziehungen mit gegenseitigen Analysen sowie kontroverse, teils labyrinthisch-komische Diskussionen über aktuelle politisch-gesellschaftliche und philosophische Themen, etwa über die gefährlichen atheistischen oder anarchistischen Jugendlichen, denen alles erlaubt sei (2. Teil, 8. und 9. Kapitel), über den russischen Liberalismus, die Vaterlandsliebe, das neue, den Verbrechern gegenüber verständnisvolle Gerichtswesen (3. Teil, 1. Kapitel) oder das „Gesetz der Selbstzerstörung“ und das gleich starke „Gesetz der Selbsterhaltung […] in der Menschheit“ (3. Teil, 4. Kapitel). Dabei werden die Charakterisierungen aus dem ersten Teil erweitert und bisherige Randfiguren exponiert.
Im 7. Kapitel und in der weiteren Handlung taucht der todkranke Ippolit Terentjew, der mit Kolja Iwolgin befreundete Sohn der Geliebten seines Vaters, als ideologische Kontrastfigur zu Myschkin auf. Er erscheint mit zwei anderen jungen Männern beim Protagonisten (2. Teil, 7. bis 10. Kapitel) und behauptet, sein Freund Antip Burdowskij sei der uneheliche Sohn von Myschkins Wohltäter Pawlischtschew und der Fürst müsse diesem die geleistete Unterstützung für seine Erziehung und den Schweizer Aufenthalt zurückerstatten. Die Gruppe stellt ihre Forderung in einen revolutionären Kontext: Myschkin habe als Nutznießer des Feudalsystems zufällig, ohne eigene Verdienste ein großes Vermögen geerbt. Als dieser, obwohl er die Unwahrheit der Vaterschaft seines Förderers belegen kann, bereit ist, Antip finanziell zu unterstützen, weisen die Ankläger seine Barmherzigkeit zurück und erheben einen moralischen Anspruch. Trotzdem sind sie von der Haltung des Fürsten beeindruckt und diskutieren bei weiteren Besuchen mit ihm ihre Thesen. Einen Schwerpunkt bildet dabei Ippolits Traktat »Meine notwendige Erklärung „Apres moi le déluge“ [Nach mir die Sintflut]« (3. Teil, 5. bis 7. Kapitel) über sein Sterben und das existentialistische Weltbild, das mit Myschkins orthodoxem Christentum und seiner Vision vom Adel als der sich seiner Verantwortung für die Menschen besinnenden Reformkraft Russlands kontrastiert (4. Teil, 7. Kapitel).
Die Haupthandlung der Teile 2 bis 4 setzt den Beziehungskonflikt fort und erweitert die zerstörerische Dreieckskonstellation um die Liebesbeziehung des Fürsten zu Aglaja Jepantschin. Trotz Anzeichen für einen Ausgleich dominieren die Rivalitäten zunehmend die Entwicklung und beschleunigen das tragische Ende Myschkins, Rogoschins und Nastassjas.
Während sich der Fürst aktiv um Nastassja bemüht hat, geht bei der Konkurrenzbeziehung die Initiative, Mitte des zweiten Teils, von Aglaja aus. Dies steht im Zusammenhang mit Nastassjas Plänen. In ihrer widersprüchlichen, sprunghaften Art möchte sie, um ihr Gewissen zu entlasten, Myschkin zu seinem Glück verhelfen, anstatt ihn in ihren schicksalhaften Abgrund hineinzuziehen. Deshalb schreibt sie Aglaja, die bereits eine Zuneigung zum Fürsten empfindet, dieser sei in sie verliebt und sie solle ihn heiraten. Gleichzeitig stellt sie den Offizier Jewgenij Radomskij, einen potentiellen Bräutigam der Rivalin, öffentlich bloß. Aglaja reagiert jedoch auf Eheempfehlungen bzw. -vorschriften, auch aus ihrer Familie (3. Teil, 8. Kapitel), grundsätzlich verärgert, weil dies ihrer Vorstellung von einer emanzipierten Frau widerspricht. Andererseits liest sie die Briefe, in richtiger Interpretation, als indirekte Liebeserklärungen der Schreiberin an Myschkin und wird dadurch eifersüchtig. Nun provoziert sie den Fürsten zuerst mit einem Gedichtvortrag, mit dem sie seine idealistische Hingabe für die sozial geächtete Geliebte als seine überirdische Vision parodiert (2. Teil, 7. Kapitel). Dann verspottet sie ihn Anfang des dritten Teils als ernsthaften Heiratskandidaten (3. Teil, 2. Kapitel), bietet ihm jedoch ihre Freundschaft an, wenn er sie bei der Flucht aus ihrem Elternhaus unterstützt (3. Teil, 8. Kapitel), droht andererseits mit ihrer Vermählung mit Gawrila und zwingt ihn schließlich, sich für oder gegen eine Werbung zu entscheiden (4. Teil, 5. Kapitel). Darauf bekennt Myschkin ihr seine Liebe und macht ihr einen Heiratsantrag. Sie lässt jedoch ihre Antwort offen, und die Jepantschins testen den potentiellen Bräutigam bei einer Abendveranstaltung, wo seine durch einen Epilepsieanfall beendeten philosophischen Reden von den meisten Gästen nicht verstanden und belächelt werden (4. Teil, 7. Kapitel). Für Aglaja ist, trotz des Misserfolgs der Präsentation, die Entscheidung noch nicht gefallen. Sie sucht die Auseinandersetzung mit Nastassja (4. Teil, 8. Kapitel), beleidigt diese mit dem Hinweis auf ihre unterschiedlichen sozialen Positionen und wirft ihr egoistische Besitzgier und selbstverliebte öffentliche Inszenierungen vor. Nastassja will darauf in einem hysterischen Anfall ihre persönliche Macht demonstrieren und befiehlt Rogoschin zu verschwinden und dem Fürsten, sie zu heiraten. Als Aglaja darauf das Haus verlässt, bleibt Myschkin in seiner mitleidigen Liebe bei der bewusstlos am Boden liegenden Nastassja (4. Teil, 8. Kapitel). Damit ist für Aglaja die Ehefrage gelöst, und sie reist mit der Familie zu ihrem Gut in Kolmino ab. Zurück bleibt die alte Dreierbeziehung mit dem eifersüchtigen Rogoschin. Myschkins und Nastassjas Hochzeit wird Anfang Juli terminiert, doch die Braut kehrt vor der Kirche um, wie bereits zuvor, und fährt mit Rogoschin in sein Haus nach Petersburg (4. Teil, 10. Kapitel), wo er sie ersticht. Als Myschkin dort am nächsten Tag ihre Leiche findet, wird er wahnsinnig und muss in das Schweizer Sanatorium zurückgebracht werden.

## Entstehungs- und Publikationsgeschichte
Dostojewskis Arbeit an seinem zweiten großen Roman, für den er von seinem Verleger Katkoff 3000 Rubel Vorschuss erhalten hatte, war überschattet durch viele Probleme während seines als Hochzeitsreise geplanten Auslandsaufenthalts: Verschuldung, Spielleidenschaft, Krankheit und Tod seiner kleinen Tochter Sofija. Er begann die erste Fassung im September 1867 in Genf, war jedoch mit seiner Niederschrift unzufrieden und änderte Anfang Dezember seinen Plan. 
Die Entstehungsgeschichte hat Dostojewski in seinen Notizbüchern dokumentiert. Die ersten Entwürfe konzipieren als Hauptfigur einen „herrschsüchtigen, leidenschaftlichen“ Intellektuellen, zu dem „als Gegengewicht […] die Gestalt eines einfältig-gütigen Menschen auftaucht“. Dieser Anti-Held dominiert seit Mitte November die Planung, während sein Gegenspieler nur als Diskussionsfigur, aber nicht als die Aktionen bestimmende Person in Ippolit erhalten bleibt. Die von Dostojewski in seinen Entwürfen als „Fürst Christus“ bezeichnete und von Aglaja als „armer Ritter“ bespöttelte Mittelpunktsgestalt, die als Gravitationszentrum alle Handlungen auf sich zieht, folgt nicht einem einfachen Gut-Böse-Schema, sondern ist „ein echter Dostojewski“: Er handelt mitleidig durch Einfühlung in die böse Seele und ihre Deformation, aber auch in Erkenntnis seiner eigenen Situation und macht sich wenig Illusionen über den Erfolg seiner Hilfsaktionen.
Der größte Teil des Werkes entstand den Sommer über in Vevey am Genfer-See, wo der Autor und seine zweite Frau Anna Grigorjewna Snitkina sich im Mai 1868 niederließen. Der Roman wurde im Dezember 1868 in Mailand und Florenz abgeschlossen, erschien aber bereits von Januar 1868 an (bis Februar 1869) in Fortsetzungen in der Zeitschrift Russki Westnik.

### Deutsche Übersetzungen
Die deutsche Erstausgabe erschien, wie die meisten Übertragungen von Dostojewskis Arbeiten ins Deutsche, erst nach dem Tod des Autors (1881): 1889 im S. Fischer Verlag in der Übertragung von August Scholz.
Im frühen 20. Jahrhundert übersetzte Elisabeth Kaerrick unter dem Pseudonym E. K. Rahsin, unterstützt von ihrer Schwester Lucy Moeller und Arthur Moeller van den Bruck, Dostojewskis Gesamtwerk. In derselben Zeit entstanden auch Übertragungen von Arthur Luther (dtv, 1999, Winkler Weltliteratur, Artemis und Winkler, 2005), Hermann Röhl (Insel Verlag, Bibliothek der Romane, Berlin 1920, Liwi Verlag 2021), Rose Herzog (Gutenberg-Verlag: Wien / Hamburg / Zürich, 1930) und Klara Brauner, (Ladyschnikow Berlin, Büchergilde Gutenberg, Frankfurt am Main 1962). 
Nach dem Zweiten Weltkrieg erschienen Übersetzungen von Hartmut Herboth (Aufbau-Verlag Berlin, 1986, 2021) und, stark beachtet und rezensiert, Swetlana Geier  (zuerst 1996 bei Ammann und 2021 als Fischer-Taschenbuch).

## Erzählform
Ein anonymer Erzähler, der dem Leser gegenüber vertraulich von „unserer Erzählung“ (z. B. 4. Teil, 1. und 4. Kapitel) spricht, verfolgt den Handlungsverlauf vorwiegend aus der Perspektive des Protagonisten, was an eine personale Form erinnert, gibt aber auch Einblicke in das Denken seiner Gesprächspartner und erklärt es (z. B. 2. Teil, letzter Abschnitt des 2. Kaps.). In auktorialer Weise stellt er ebenso die anderen Personen und ihre Biographien (die Jepantschins: 1. Teil, 2., 4., 5. Kapitel, Ardalion Iwolgin: 4. Teil, 3. Kapitel) vor, kommentiert und beurteilt ihr Verhalten und stellt selbst Vermutungen an (Warwara: 4. Teil, 5. und 6. Kapitel, Myschkin: 10. Kapitel), beschreibt deren Wohnungen und Häuser (Iwolgin: 1. Teil, 8. Kapitel, Lebedew: 2. Teil, 6. Kapitel) und gibt Hintergrundinformationen über Entwicklungen und Zusammenhänge (4. Teil, 9. und 12. Kapitel). Einzelne Teile beginnt er mit Abhandlungen über die Praktiker oder die Alltagsmenschen im Vergleich zu den Ausnahmeerscheinungen (3. Teil, 1. Kapitel, 4. Teil, 1. Kapitel).
Meist integriert jedoch der Erzähler die Information realistisch in die Handlung. Oft geschieht dies durch Briefe. Oder er berichtet von Gerüchten während der Abwesenheit des Fürsten und von Reaktionen seiner Petersburger Bekannten (2. Teil, 1. Kapitel). Auch signalisiert er gelegentlich sein eingeschränktes Wissen über einzelne Personen: „Leider ist es uns unmöglich gewesen, Zuverlässiges darüber zu erfahren, wie sie [Radomskij und Wjera Lebedew] solche Beziehungen haben anknüpfen können […] es ist wohl anzunehmen […] das wissen wir nicht.“ (4. Teil, 12. Kapitel).
Darüber hinaus entsteht durch die vielen Gespräche, in denen die Teilnehmer ihre Erlebnisse schildern, durch das Vorlesen der Abhandlung Ippolits und die kontroversen Diskussionen ein polyperspektivisches Bild. Michail Bachtin hat Dostojewskis literarisches Werk deshalb als polyphon beschrieben: Es würden „nicht eine Vielzahl von Charakteren und Schicksalen in einer einheitlichen, objektiven Welt im Lichte eines einheitlichen Autorenbewusstseins entfaltet, sondern eine Vielfalt gleichberechtigter Bewusstseine mit ihren Welten wird in der Einheit eines Ereignisses miteinander verbunden, ohne dass sie ineinander aufgehen“.

## Analyse

### Pragmatiker und Durchschnittsmenschen
Auf Vorwürfe der Raskolnikow-Rezeption, es fehlten im Roman die normalen Menschen des Alltags, verteidigt sich der Autor zu Beginn des vierten Teils: „In der Regel schildern die Schriftsteller […] nur solche Typen der Gesellschaft, die es in Wirklichkeit nur äußerst selten in so vollkommenen Exemplaren gibt, wie die Künstler sie darstellen, die aber als Typen nichtsdestoweniger fast noch wirklicher als die Wirklichkeit selbst sind. […] [I]n der Wirklichkeit [sei] das Typische der einzelnen Personen gewissermaßen wie mit Wasser verdünnt“. Aber „[e]in Roman, der nur ‚Typen’ enthält, nur Sonderlinge und Ausnahmemenschen, würde nicht Wiedergabe der Wirklichkeit und vielleicht sogar nicht einmal interessant sein.“ Denn diese Menschen enthielten in ihren meist vergeblichen Bemühungen, der Routine zu entkommen, „auch in ihrer Art etwas Typisches: als die Alltäglichkeit selbst, die um keinen Preis das, was sie ist, bleiben und um jeden Preis originell und selbständig erscheinen möchte, auch ohne nur im geringsten die Gaben zur Selbständigkeit zu besitzen.“ (4. Teil, 1. Kapitel). Deshalb erklärt er den Auftritt von Alltagsmenschen in seinem Roman in den die Teile drei und vier einleitenden Abhandlungen.
Im ersten Kapitel des 3. Teils greift der Erzähler die Behauptung auf, dass es in Russland keine Praktiker gebe, die vernünftige Planungen durchführen könnten (3. Teil, 1. Kapitel). Doch das bestreitet er ironisch, denn Ordnung, Anstand, Zaghaftigkeit, Mangel an eigener Initiative, an Geist und Originalität seien doch gerade weltweit die Merkmale eines tüchtigen und brauchbaren Tatmenschen, die v. a. mit dem Gelderwerb und guten Beziehungen befasst seien. Und so fürchte man auch in Russland Veränderungen und orientiere sich am Ideal von einem praktischen Menschen. Diese Betrachtungen dienen als Einleitung zur Präsentation des Generals Iwan Fjodorowitsch Jepantschin und seiner Familie.
Seine Überlegungen setzt der Erzähler im ersten Kapitel des vierten Teils mit seiner Abhandlung über den „Dutzendmenschen“ fort und nennt als Beispiele dafür den Kaufmann Iwan Petrowitsch Ptizyn, seine Frau Warwara Ardalionytsch und deren Bruder Gawrila Ardalionytsch Iwolgin. Beispielhaft für diese praktischen und alltäglichen Personen sind ihre sozialen und finanziellen Aufstiegs- bzw. Erhaltungsstrategien. Die verarmte Generalsfamilie Iwolgin wird beim Besuch des Fürsten vorgestellt (1. Teil, 8. Kapitel) Hier findet er ein buntes Bild vor: der verschuldete und, v. a im betrunkenen Zustand, sich in seine Lügengebäude einspinnende, verabschiedete General Ardalion Alexandrowitsch Iwolgin, den seine Frau Nina Alexandrowna mit Marfa Borissowna (1. Teil, 12. Kapitel), der Witwe des Hauptmanns Terentjew, teilen muss, die er trotz seiner Geldnöte finanziell unterstützt. Der aufstiegsorientierte Gawrila. Seine 23-jährige Schwester Warwara, die den sieben Jahre älteren Kaufmann Ptizyn heiratet, wodurch im 3. und 4. Teil die ganze Familie in dessen Haus Unterkunft und Unterstützung erhält. Der 15-jährige Gymnasiast Nikolai (Kolja) Ardalionytsch, der sich mit Myschkin befreundet (1. Teil, 11. Kapitel) und sein treuester Anhänger und Helfer wird. Der Fürst versucht in seiner versöhnlichen Art, v. a. im dritten und vierten Romanteil, die großen Spannungen zwischen den Familienmitgliedern zu mildern, z. B. den Hass Gawrilas auf seinen Vater, wenn dieser sich bei seinen Zuhörern wegen seiner Phantastereien lächerlich macht.
Zu dieser Gruppe zählt auch Lebedew, ein Zentrum des Informationsflusses (2. Teil, 6. Kapitel), denn er weiß über alle lokalen Ereignisse Bescheid und fördert durch seine Schwatzhaftigkeit zufällig oder auch gezielt Intrigen, die dann wieder bei ihm von seinen Besuchern diskutiert werden. Sein Haus ist somit Schauplatz einer Reihe von ausführlich erzählten Nebenhandlungen, z. B. der Diebstahl und die spätere anonyme Rückgabe der mit 400 Rubeln gefüllten Brieftasche Lebedews vermutlich durch den mittellosen Nachbarn Ardalion Iwolgin, und die Bemühungen aller Beteiligten um eine ehrenhafte Lösung für den alten Freund (3. Teil, 9. Kapitel, 4. Teil, 3. Kapitel).

### Heiratspläne und Aufstiegsorientierung der Mittelschicht
Bereits durch seine ersten Gespräche erhält der Protagonist Einblicke in Karriere- und Heiratspläne (1. Teil, 3. und 4. Kapitel) einer gut situierten und gesellschaftlich anerkannten Familie der wohlhabenden Mittelschicht. Lisaweta Prokofjewna Jepantschinas Gemahl versucht gerade einen für ihn vorteilhaften Plan einzufädeln. Sein ehrgeiziger Assistent und Angestellter einer Aktiengesellschaft, der 28-jährige Gawrila soll mit Nastassja Baraschkowa verheiratet und diese damit gesellschaftlich aufgewertet werden. Die beiden erhalten als Starthilfe 75 000 Rubel von ihrem Liebhaber Afanassij Tozkij. Dieser 55-Jährige würde dadurch frei für eine Ehe mit der 25-jährigen Alexandra, der ältesten Tochter des Generals, der wiederum Nastassja gerne als Geliebte hätte, was Gawrila wegen der Protektion bei der finanziell für ihn so günstigen Eheschließung wohl zulassen müsste (1. Teil, 11. Kapitel). Der junge Mann ist allerdings im Zweifel und wird dabei von Mutter, Schwester und dem Fürsten bestärkt, ob er sich auf dieses ehrlose Geschäft einlassen soll, zumal er die jüngste Tochter seines Chefs, die eigenwillige, unnahbare Aglaja, liebt und von ihr ein klärendes Wort erbittet. Sie aber fordert von ihm eine Entscheidung ohne Rückversicherung und antwortet: „Ich lasse mich auf keinen Handel ein“ (1. Teil, 7. Kapitel).
Das gesellschaftliche Ansehen ist für Dostojewskis Alltagsmenschen von entscheidender Bedeutung. Als Nastassja überraschend die Iwolgins besucht (1. Teil, 9. Kapitel), um vor ihrer Entscheidung ihre potentielle neue Verwandtschaft kennenzulernen, wird sie von Warwara, die durch ihre Kontakte mit den Jepantschins eine Ehe des Bruder mit Aglaja betreibt, auf ihr Verhältnis mit Tozkij und ihre nicht ebenbürtig-gesellschaftsfähige Position hingewiesen. Diese reagiert auf ihre verächtliche Herabsetzung mit einem Zornausbruch (1. Teil, 10. Kapitel) und rechnet noch am selben Tag, am Abend des 27. Novembers, bei der Feier zu ihrem 25. Geburtstag selbstbewusst mit ihren Wohltätern und dem von ihnen protegierten Werber ab. Ironischerweise schlägt vorher der sich gerne als Spaßvogel und Unterhalter präsentierende Ferdyschtschenko, wie Myschkin Untermieter bei den Iwolgins, ein die innere Situation der Anwesenden symbolisierendes Spiel vor: Jeder soll die schlechteste Tat in seinem Leben erzählen (1. Teil, 13. und 14. Kapitel). Tozkij und Jepantschin, deren Taten dem Leser z. T. bekannt sind, mogeln sich mit kleinen Schurkereien aus der Affäre und demonstrieren damit die Fassadenhaftigkeit ihrer Reputation. Als dann der Höhepunkt des Abends naht, fragt Nastassja zuerst den Fürsten, wie er entscheiden würde. Dieser rät ihr von einer Verbindung mit Gawrila ab, sie stimmt ihm zu, gibt die Mitgift zurück und beendet nach neun Jahren und drei Monaten die Beziehung zu Tozkij. Anschließend spielt sie ihren zweiten Bewerber Rogoschin gegen Gawrila aus, erzählt von den verächtlichen Worten seiner Schwester Warwara ihr gegenüber, wirft das von Rogoschin als Geschenk mitgebrachte Geldpaket ins Feuer und will es Gawrila überlassen, wenn er bereit sei, sich dafür die Finger zu verbrennen. Doch dieser verzichtet. Nastassja zieht mit Rogoschin und seinem Anhang zum Feiern nach Katharinenhof, und Myschkin folgt ihnen. Die Beobachter dieser Szene haben eine böse Vorahnung, und Ptizyn fällt dazu ein japanischer Ausspruch ein. „Du hast mich beleidigt, und dafür schlitze ich mir vor deinen Augen den Bauch auf.“ (1. Teil, 16. Kapitel).
Das große Familienprojekt der Jepantschins ist weiterhin die Verheiratung ihrer Töchter. Durch den von Nastassja ausgelösten Skandal ist eine Verbindung Tozkij mit Alexandra nicht mehr gesellschaftsfähig. Nun konzentrieren sich der General und seine Frau, nachdem sich die 23-jährige Adelaida mit dem vermögenden 35-jährigen Fürsten Sch. verlobt hat, auf die eigensinnige, an Ideen der Emanzipation („Frauenfragen“) interessierte Aglaja. Eine Annäherung Gawrilas, der sich nach dem Eklat vom General beruflich getrennt hat, versucht Lisaweta zu unterbinden, indem sie dessen durch Briefbotendienste die Verbindung vorantreibenden Geschwister (4. Teil, 1. Kapitel) nicht in ihrem Haus wünscht. Auch ihre jüngste Tochter ist nach wie vor Gawrilas Entwicklung gegenüber skeptisch und lehnt ihn schließlich erneut ab (4. Teil, 8. Kapitel).

### Fürst Myschkin – Der arme Ritter
Von diesen Alltagsmenschen mit ihren mit Kompromissen in Anpassungsprozessen lösbaren Problemen unterscheiden sich die tragischen Beziehungsgeflechte der Ausnahmemenschen.
Die ersten Entwürfe zum „Idioten“ vom 17. September 1867 konzipieren als Hauptfigur einen „herrschsüchtigen, leidenschaftlichen“ Intellektuellen, zu dem „als Gegengewicht […] die Gestalt eines einfältig-gütigen Menschen auftaucht“. Dieser Held dominiert seit Mitte November die Planung, während sein Gegenspieler nur als Diskussionsfigur, aber nicht als die Aktionen bestimmende Person in Ippolit erhalten bleibt. Die von Dostojewski in seinen Entwürfen als „Fürst Christus“ bezeichnete und von Aglaja als „armer Ritter“ bespöttelte Mittelpunktsgestalt, die als Gravitationszentrum alle Handlungen auf sich zieht, wird wegen ihrer komisch wirkenden, aber Sympathie ausstrahlenden Aktionen u. a. mit Cervantes Don Quijote verglichen, allerdings von Interpreten auch von ihm unterschieden, denn seine Charakterisierung folge nicht einem einfachen Gut-Böse-Schema: „Fürst Myschkin ist im Wesentlichen weder ein Don Quichote, noch schön und gut nur aus Güte, und beileibe kein ‚Demokrat’[…] ist auch kein Parzival oder ein Pestalozzi, sondern ist ein echter Dostojewski“. Der Gute handelt mitleidig durch Einfühlung in die böse Seele und ihre Deformation. Mit großer psychologischer Sensibilität analysiert er die Lage der anderen. Myschkin ist nicht nur ein Träumer, sondern erkennt durchaus auch seine eigene Situation. Er registriert den Spott der anderen über seine Nachgiebigkeit oder seine Hilflosigkeit und macht sich wenig Illusionen über den Erfolg seiner Hilfsaktionen, beeindruckt jedoch durch seine Menschlichkeit viele Personen wie Lisaweta Jepantschina und ihre Töchter, Kolja, Lebedew oder den Offizier Jewgenij Radomskij und die im letzten Kapitel mit diesem verbundene Wjera Lebedew.

### Die Erfahrung der Isolation
Die Erfahrung der Isolation hat Dostojewski offenbar aus seinem eigenen Leben, aus seiner zehnjährigen Verbannung als 28-Jähriger in ein Straflager in Sibirien, in den Roman übernommen und als prägende Kraft in die unglücklichen Biographien zweier Protagonisten eingearbeitet: Lew Nikolajewitsch Myschkin und Nastassja Filippowna Baraschkowa sind beide zu Außenseitern geworden. Er lebte lange auf einem Landgut und dann in der Schweizer Bergwelt in der Inselwelt des kranken Kindes, sie war die in einem einsamen Schlösschen gefangen gehaltene junge Sklavin. Die beiden haben mit ihren „Wohltätern“ ganz unterschiedliche Erfahrungen gemacht. Deshalb reagieren die aus der Isolation Befreiten, als sie in die große Gesellschaft mit ihren strengen Regeln und Formen sowie ihren Vorurteilen geraten, unterschiedlich, mit christlicher Nächstenliebe bzw. aggressiver Provokation. Beide können aber den permanenten Konfliktsituationen mit den personalen Verwicklungen letztlich nicht standhalten.
Myschkin entstammt einer verarmten alten Adelsfamilie. Nach dem Tod seiner Eltern wurde das wegen seiner häufigen Krankheiten in seiner Entwicklung zurückgebliebene und deshalb als Idiot bezeichnete kleine Kind von dem Gutsbesitzer Nikolai Andrejewitsch Pawlischtschew aufgenommen und gepflegt. Auch finanzierte sein unverheirateter Vormund bis zu seinem Tod vor zwei Jahren seine Behandlung im Schweizer Kanton Wallis bei Professor Schneider (1. Teil, 2. Kapitel). Obwohl Lew durch die Förderung seinen sprachlichen und geistigen Rückstand weitgehend aufholen konnte und recht belesen und intelligent wirkt, ähnelt er in emotionaler und sozialer Hinsicht einem unerfahrenen Kind. Sein spontanes, unbekümmertes und offenes Verhalten wird von der Gesellschaft als verletzend, ungeschickt oder lustig, als „idiotisch“, empfunden. Andererseits erwecken die eigenwillige Geradlinigkeit, die naive Ehrlichkeit und Vertrauensseligkeit des Sonderlings mit ihrer unfreiwilligen Ironie, auch Sympathien. Seine Freunde schätzen seine Humanität, seinen Blick für Spuren des Leids in den Gesichtern und sein Einfühlungsvermögen. Sie warnen ihn jedoch immer wieder, dass er wegen seines Realitätsverlustes, seines unvorsichtigen Großmuts und der ständigen Bereitschaft, Schwächen zu verzeihen und das Beste in den Menschen zu sehen, leicht zur Zielscheibe des Spotts und zum Opfer von Intrigen und Ausnutzung werden kann. Dies ist jedoch, da er mehrere Beschützer hat, nicht der Grund für seine Rückkehr in die Schweizer Heilanstalt, vielmehr seine grenzenlose Opferbereitschaft, die ihn bei seinen Hilfsaktionen für eine gesellschaftlich verachtete junge Frau physisch und psychisch überfordert.
Nastassjas unkontrolliertes und widersprüchliches Verhalten erklärt sich aus ihrer Entmündigung und den seelischen Verletzungen in ihrer Mädchenzeit, deren Folgen sie sich erst später in St. Petersburg vollständig bewusst wird: Als siebenjähriges Kind (Nastja) ist sie nach dem Tod ihres aus einem Adelsgeschlecht stammenden verarmten Vaters von dem reichen Gutsbesitzer Afanassij Iwanowitsch Tozkij aufgenommen worden. Er bereitete die zwölfjährige Schönheit in einer vierjährigen Ausbildung in wissenschaftlichen Fächern, Musik, Malerei, der französischen Sprache, ästhetischen und angenehmen Gesprächen und angepassten Umgangsformen in einem luxuriös ausgestatteten Lustschlösschen auf seinem Gut „Otradnoje“ auf ihr Leben als seine Geliebte vor. Seit ihrem 16. Lebensjahr verbrachte er vier Jahre lang jedes Jahr zwei bis drei Monate in dieser geschmackvollen Umgebung (1. Teil, 1. und 4. Kapitel). Abgeschlossen von der realen Welt, lebte sie in Isolation, wie Myschkin durch seine Krankheit. Als Nastassja von den Heiratsplänen ihres Vormunds erfuhr, tauchte sie, in ihrem Verhalten wie verwandelt, bei Tozkij in Petersburg auf und „verletzte ihn mit dem beißenden Spott […] dass [sie] in [ihrem] Herzen nie etwas anderes empfunden habe als tiefste Verachtung […] bis zum Ekel, der sogleich nach dem ersten Erstaunen eingetreten sei.“ Er erkennt einerseits die Gefahr, dass sie „vor […] absolut nichts zurückschreckte, weil [ihr] nichts mehr teuer war“, und diagnostiziert „irgendein inneres, seelisches Chaos […] etwas wie eine romantische Entrüstung über Gott weiß wen und Gottweiß was, jedenfalls ein unersättliches Verachtungsbedürfnis“. Aber er vermutet richtig, dass sie, da sie juristisch nichts gegen ihn unternehmen kann und da „ihr eigenes Ich schon längst aufgehört hatte, ihr teuer zu sein […] sie […] imstande [war], sich selbst womöglich auf die entsetzlichste Art zugrunde zu richten“. Anfangs hat er „wie alle Lebemänner seiner Epoche mit Zynismus daran gedacht, wie billig er diese Seele gekauft, die so gut wie überhaupt noch nicht gelebt hatte“, wollte nichts unternehmen und sie ihren Schwankungen zwischen mit jähzorniger Aggressivität gemischtem, unnahbarem Stolz und Selbstzerstörung wegen ihrer verlorenen Ehre, ihrer „Mädchenschande“ überlassen, doch dann besinnt er sich, finanziert ihr eine vornehme Wohnung in der Stadt und will sie, da ihm ihre neue Zügellosigkeit apart erscheint, wieder als Geliebte ausnutzen oder, mit einer reichlichen Mitgift ausgestattet, mit „irgendeinem verständigen und anständigen Herrn“ (1. Teil, 4. Kapitel) verheiraten. Jetzt nach fünf Jahren zurückgezogenen Lebens scheint sie dazu bereit zu sein und Gawrila Iwolgins Werbung zu akzeptieren, obwohl ihr die ablehnende Meinung seiner Familie bekannt ist.

### Myschkins Eintritt in die Welt der Erwachsenen
Am ersten Tag seiner Ankunft wird Fürst Myschkin in seiner nicht den Alltagsmenschen entsprechenden Persönlichkeitsstruktur in die Handlung eingeführt und gerät dadurch schrittweise in das Beziehungsgeflecht, das sein Schicksal bestimmen wird. Lisaweta Jepantschina, einer geborenen Myschkina, und ihren Töchtern gegenüber präsentiert er sich z. B. bei der Demonstration seiner großen Kenntnisse sowie seines Geschicks in der Kalligraphie als interessanter Sonderling und gewinnt ihre Zuneigung, z. B. als er vor ihnen seine Situation reflektiert und sie seine Tiefgründigkeit spüren: „Mein ganzes Leben war von den Kindern ausgefüllt. Ich hätte mir nicht träumen lassen, dass ich jemals das Dorf verlassen […] würde. [A]lles Bekannte liegt jetzt weit zurück. Als ich im Waggon saß dachte ich: ‚Jetzt gehe ich zu den erwachsenen Menschen; vielleicht weiß ich noch nichts von ihnen; – aber jedenfalls beginnt jetzt mein neues Leben’“ (1. Teil, 6. Kapitel) Durch seine einfühlsamen Schilderungen, z. B. seines Schweizer Landlebens, einer Guillotine-Hinrichtung in Lyon und seiner Identifizierung mit der Todesangst des Delinquenten, die er aus eigener Erfahrung durch seine Scheinhinrichtung auf dem Semjonowplatz im Jahr 1849 und möglicherweise Todesängste bei der Anbahnung seiner Epilepsieanfälle kennen muss, oder des Umgangs mit den Dorfkindern, welche er als Erwachsene behandelt habe, spricht er das Herz der sich ihm seelenverwandt fühlenden Lisaweta an, aber nicht ihren Verstand, der eine gesellschaftsorientierte Männerrolle fordert, um gegenüber den Konkurrenzkämpfen mit ihren Intrigen überlebensfähig zu sein. Deshalb käme der „liebe Mensch“ für sie als Schwiegersohn, im dritten Romanteil wird dieser Aspekt aktuell, nicht in Frage. Für ihre Tochter Aglaja wäre dagegen sein Desinteresse an materiellen Dingen kein Heiratshindernis, zumal sie Aussichten auf eine gute Mitgift hat. Sie ist von seiner Geradlinigkeit und moralischen Kompromisslosigkeit beeindruckt, die ihn vom hin- und herschwankenden Gawrila deutlich unterscheidet, aber sie spottet noch mehr als ihre Mutter über seinen mangelnden Realitätssinn, der ihn immer wieder der Gefahr aussetzt, Opfer von Ausnutzungen zu werden und von der Gesellschaft als Unikum belächelt und nicht als erwachsener Mann ernst genommen zu werden. Bereits in den ersten, den Protagonisten exponierenden Gesprächen wird die zukünftige ambivalente Haltung der Öffentlichkeit sichtbar, und der Leser ahnt die ihm in der Welt drohenden Gefahren.

### Myschkin und Ippolit
Typisch für Myschkins menschlichen Umgang ist seine Reaktion auf die Forderungen der revolutionären Theoretiker Ippolit Terentjew, Lebedews Neffen Wladimir Doktorenko und Leutnants a. D. Keller, ihren Freund Antip Burdowskij, den angeblichen Sohn seines Pflegevater Pawlischtschew aus einer nicht legalisierten Beziehung zu entschädigen. Als Myschkin, obwohl er die Wahrheit ihrer aus Gerüchten und Erfindungen zusammengestellten Behauptungen zu Recht bezweifelt, bereit ist, Antip finanziell zu unterstützen, weisen die Besucher sein Angebot als für den Empfänger unehrenhafte Barmherzigkeit zurück und erheben einen moralischen Anspruch auf einen Teil seines ihm ohne eigenen Verdienst zugefallenen Vermögens (2. Teil, 8. und 9. Kapitel). Sie verbinden ihre Forderung mit einer Kritik am Feudalsystem mit den ungleichen Besitzverhältnissen und spielen darauf an, dass der Fürst durch eine Kette von Todesfällen in seiner Familie den reichen Kaufmann Papuschin beerbt habe. Während die ebenfalls anwesenden Jepantschins empört sind über diese Argumentation, die ihre gesellschaftliche Position in Frage stellt sowie auf eine radikale Veränderung der Vermögensverhältnisse zielt, und die verständnisvolle Reaktion des Fürsten kritisieren, lädt dieser alle zum Tee ein, und es kommt zu einem Gespräch innerhalb der heterogenen Gesellschaft, v. a. zwischen der konventionellen Lisaweta und dem über seinen bevorstehenden Tod redenden Ippolit (2. Teil, 10. Kapitel). Myschkins Mitgefühl mit den sozial Benachteiligten bleibt auf die jungen Männer nicht ohne Wirkung. Sie nehmen einige seiner Hilfsangebote an, besuchen ihn in den folgenden Tagen immer wieder, feiern mit ihm seinen 27. Geburtstag und suchen den Gedankenaustausch.
Vor allem Ippolit sucht die geistige Auseinandersetzung mit dem Protagonisten und liest ihm sein Traktat über sein Sterben vor, in dem er sein existentialistisches Weltbild formuliert. Kernstück ist eine aus einer hypothetischen Vorstellung abgeleitete Argumentation: „Mag mein Bewusstsein durch den Willen einer höheren Gewalt entzündet worden sein, mag es die Welt angeschaut und gesagt haben: ‚Ich bin!’, und mag ihm dann von derselben Macht plötzlich vorgeschrieben werden, wieder zu vergehen, weil das zu irgendeinem Zweck – und sogar ohne Erklärung zu welchem – nun einmal nötig sei […], aber es bleibt dann doch wieder die ewige Frage: wozu ist denn bei alledem noch meine Demut vonnöten? Sollte es denn wirklich nicht möglich sein, mich einfach aufzufressen, ohne von mir ein Loblied auf den oder das zu verlangen, was mich auffrisst? […] da wäre es doch weit richtiger anzunehmen, dass mein Leben einfach gebraucht wurde, mein nichtiges Leben, das Leben eines Atoms zur Vervollständigung irgend einer allgemeinen Harmonie im Ganzen, also für irgend ein Plus oder Minus, oder zu irgend einem Kontrast vielleicht oder was weiß ich, genau so wie tagtäglich das Leben von Millionen anderer Lebewesen geopfert werden muß, da ohne deren Tod die übrige Welt nicht bestehen könnte“. Aus dieser Überlegung folgert er: „[W]enn man mich schon einmal mit der Möglichkeit ausgestattet hat, zu erkennen, dass ‚ich bin’, dann werde ich wohl auch erkennen dürfen, dass es nicht meine Schuld ist, wenn die Welt mit allerhand Fehlern geschaffen ward und dass sie anders nicht bestehen könnte? Wer also könnte demnach noch über mich zu Gericht sitzen und wegen welchen Vergehens? […] jedenfalls ist das unmöglich und wäre ungerecht!“ (3. Teil, 7. Kapitel).
Das Gegenstück zu Ippolits Abhandlung ist die Rede des Fürsten bei einer Abendveranstaltung im Haus Jepantschin über die mit seiner christlichen Zuwendung in Verbindung stehende gesellschaftliche Vision (4. Teil, 6. Kapitel). Myschkins Vorstellung seiner Lebensphilosophie ist von einem sich anbahnenden Epilepsieanfall begleitet. Als er vom Übertritt seines Gönners Pawlischtschew zum Katholizismus hört, verliert er die Kontrolle über sich, lässt sich in eine Diskussion hineinziehen und spricht über die Kraft des russisch-orthodoxen Glaubens im Gegensatz zum römischen Katholizismus, der zu einer staatlichen Weltmacht degeneriert und durch die Entstellung des Christentums noch schlimmer als der Atheismus sei, und über die Gefahr des westlichen aufgeklärten Nihilismus für das bodenständige slawische Volk. Nachdem er, in einer Zwangshandlung, vor der Aglaja ihn gewarnt hat und die er unbedingt vermeiden wollte, symbolträchtig eine wertvolle chinesische Vase zerbrochen hat und seine Entschuldigung von allen mit Heiterkeit aufgenommen wird, träumt er vor der gesellschaftlichen Elite, indem er in grotesker Verkennung der Realität die reichen Zuhörer vor berechtigter Kritik in Schutz nimmt: „Ich habe über Sie immer so viel Schlechtes hören müssen […] über die Kleinlichkeit und Exklusivität Ihrer Interessen, über Ihre Rückständigkeit, Ihre geringe Bildung, Ihre komischen Angewohnheiten […] ich […] wollte selbst sehen […] ob denn diese ganze obere Schicht der russischen Menschen zu nichts mehr taugt, ob sie wirklich ihre Zeit schon überlebt hat […] dabei aber immer noch einen kleinlichen, neidischen Kampf gegen die […] Menschen der Zukunft führt, denen sie Hindernisse in den Weg wirft, ohne selbst zu merken, dass sie selbst im Sterben begriffen ist?“ Nach der Zusammenfassung dessen, was ihm vor seiner Rückkehr zugetragen worden sei, lobt er überschwänglich seine Zuhörer, wobei dahinter offensichtlich die Ironie des Autors versteckt ist: Und nun „sehe [ich] elegante, offenherzige, kluge Menschen […] sehe russische und gutherzige Menschen […] Könnten denn innerlich Tote so mit mir umgehen, wie Sie sich zu mit verhalten? Ist das nicht Menschenmaterial … für die Zukunft, für alle Hoffnungen?“ Dann rechtfertigt er seine ungeschickten, plumpen Auftritte. Es sei „mitunter sogar ganz gut, lächerlich zu sein […] dann kann man einander leicht verzeihen, leichter auch sich mit einander versöhnen; denn man kann doch nicht alles gleich auf einmal verstehen, kann doch nicht mit der Vollkommenheit anfangen! […] Verstehen wir aber gar zu schnell, dann verstehen wir womöglich gar nicht richtig.“ Zum Schluss appelliert er an den Adel: „Warum sollen wir […] anderen den Platz abtreten, wenn wir die Voranschreitenden und die Oberhäupter bleiben können? […] Lassen Sie uns Diener werden, um die Lenkenden sein zu dürfen.“ Er steigert sich, in Gegenbildern zu Ippolits sich auffressender Welt, in einen euphorischen Preis der Natur und des glücklichen Lebens hinein, „Sehen Sie ein Kind an, schauen sie Gottes Morgenrot, betrachten sie einen Grashalm, wie er wächst, schauen sie in die Augen, die sie ansehen und lieben…“, bevor er mit einem Schrei des „erschütternden und niedergeschmetterten Geistes“ zusammensinkt (4. Teil, 7. Kapitel).

### Epilepsie als Metapher
Myschkins epileptische Anfälle sind kurz vor ihrem Höhepunkt mit einem metaphysischen Glücksgefühl verbunden: „[M]itten in der Traurigkeit, der inneren Finsternis, des Bedrücktseins und der Qual [erhellte sich] sein Gehirn für Augenblicke gleichsam blitzartig […] und alle seine Lebenskräfte [spannten] sich mit einem Schlage krampfhaft an […]. Die Empfindung des Lebens, des Bewußtseins verzehnfachte sich in diesen Augenblicken […] Der Verstand, das Herz waren plötzlich von ungewöhnlichem Licht erfüllt; alle Aufregung, alle Zweifel, alle Unruhe löste sich gleichsam in eine höhere Ruhe auf, in eine Ruhe voll klarer, harmonischer Freude und Hoffnung, voll Sinn und letzter Schöpfungsursache. Aber […] diese Lichtblitze waren erst nur eine Vorahnung jener einen Sekunde, in der dann der Anfall eintrat […] Diese Sekunde war allerdings unerträglich.“ Zwar bedenkt er, dass dieser Zustand eines „höheren Bewusstseins und einer höheren Empfindung seines Ich, und folglich auch seines ‚höheren Seins’, schließlich nichts anderes waren als eine Unterbrechung des normalen Zustandes, eben als seine Krankheit“, doch kommt er zu dem Schluss, dass dieser Einwand nicht entscheidend ist, wenn sich später im gesunden Zustand dieser Augenblick als „höchste Stufe der Harmonie, der Schönheit erweist, als ein unerhörtes und zuvor niegeahntes Gefühl der Fülle, des Maßes, des Ausgleichs und des erregten, wie im Gebet sich steigernden Zusammenfließens mit der höchsten Synthese des Lebens“ Doch entsinnt er sich des „dialektischen Tei[s] seines Folgeschlusses […] der Stumpfsinn, die seelische Finsternis, die Idiotie [stehen] ihm als Folgeerscheinungen dieser ‚höchsten Augenblicke klar vor Augen.“ Er fragt sich „[W]as tun mit dieser Wirklichkeit?“ (2. Teil, 5. Kapitel) In dieser Ambivalenz ist der Epilepsieausbruch eine Metapher des menschlichen Wesens und der metaphysischen Welt.

### Todes- und Lebenssymbolik

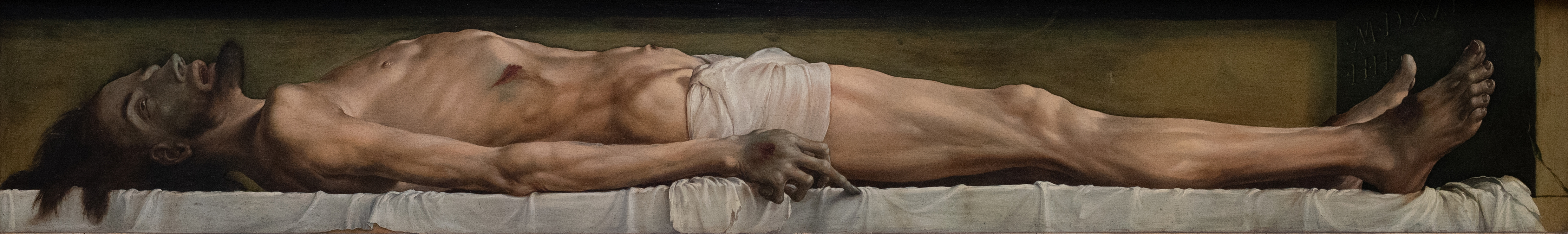
Dieses Gemälde Der Leichnam Christi im Grabe von Hans Holbein dem Jüngeren (1522) entspricht der Beschreibung eines Bildes, das Myschkin bei Rogoschin „in einem der dunkelsten Säle seines Hauses über der Tür“ hängen sah (3. Teil, 6. Kapitel).

Dieses, dem Gegensatz von Myschkins und Ippolits Vorstellungen entsprechende, ambivalente Weltbild begleitet das Changieren einer Todes- und Lebenssymbolik. Zunehmend verdichtet, von der Betrachtung des Gartenmessers mit der langen Klinge, über die Erzählung von einem bei seiner Tat betenden Mörder, bis hin zur Deutung eines Gemäldes nach Holbein, den vom Kreuz abgenommenen Christus zeigend, gesehen in Rogoschins Haus. Das Bild beeindruckt nicht nur Myschkin, sondern auch Ippolit bei den Reflexionen über eine Wiederauferstehung und ein ewiges Leben (3. Teil, 6. Kapitel). Im Traktat über sein Sterben mit dem Titel »Meine notwendige Erklärung „Apres moi le déluge“ [Nach mir die Sintflut]« (3. Teil, 5. bis 7. Kapitel) beschreibt er seinen ersten Besuch bei Parfjon Semjonowitsch Rogoschin und stellt dessen Vitalität seine eigene Körperschwäche gegenüber: „[I]ch war ein Mensch, der schon die ihm noch übrigen Lebenstage zählte, er aber war so erfüllt vom unmittelbaren Leben, von der Gegenwart des Lebens, ohne jede Sorge um ‚letzte’ Erkenntnisse, um Bezifferung des jeweils Erlebten“ – und doch hat der Todkranke das Gefühl, dass bei ihnen „die äußersten Enden der Gegensätze sich berühren“ (3. Teil, 6. Kapitel). Diese Thematik wird variiert in Lebedews auf des Fürsten Geburtstagsfeier vorgetragener skurriler Apokalypse- und Menschenfresser-in-Hungersnöten-Interpretation (2. Teil, 11. Kapitel, 3. Teil, 4. Kapitel) und steigert sich ins Groteske, als Ippolit sich erschießen will, aber vergessen hat, das Zündhütchen einzulegen, und ihm dies als Komödie ausgelegt wird, worauf er bewusstlos zusammenbricht. Einige Tage später fragt er den Fürsten nach der besten Art zu sterben. Als dieser antwortet „Gehen Sie an uns vorüber und verzeihen Sie uns unser Glück“, kommentiert er diesen Rat mit „Nun ja! Weiß Gott! Schöne Phrasen! Auf Wiedersehen“ (4. Teil, 5. Kapitel).

### Myschkin – Nastassja – Rogoschin
Die von Tragik überschattete Dreiecksbeziehung deutet sich bereits im ersten Teil an: in Rogoschins Erzählung von seiner Liebe zu Nastassja und in Myschkins Betrachtung der Fotografie Nastassjas, das diese Gawrila geschenkt hat, in Jepantschins Büro (1. Teil, 3. Kapitel). Er entdeckt feinfühlig die Augen einer unglücklichen Frau: „Grenzenloser Stolz und Verachtung und nahezu Haß sprachen aus diesem Gesicht, und doch lag in ihm gleichzeitig etwas Vertrauendes, etwas erstaunlich Gutherziges; und diese Kombination erweckten sogar so etwas wie Mitleid […] »In diesem Gesicht … ist viel Leid« sagt[] der Fürst“ (1. Teil, 7. Kapitel). Damit wird eine Hauptthematik des Romans eröffnet: der Gegensatz zwischen den beiden Formen der Liebe Eros und Agape.
Die eigentliche, mit Rogoschin konkurrierende Liebesbeziehung zu Nastassja beginnt bei deren Geburtstagsfeier, als die Gastgeberin den Fürsten um seine Meinung zur Werbung Gawrilas fragt, denn er sei „der erste [ihr] wirklich zugetane Mensch […] Er [habe] auf den ersten Blick an [sie] geglaubt, und so glaube auch [sie] an ihn“ Dieser rät ihr von einer Verbindung mit Gawrila ab, denn er lehnt das unmoralische Geschäftsprojekt ab.
Sie stimmt ihm zu, gibt die Mitgift zurück und beendet nach neun Jahren und drei Monaten die Beziehung zu Tozkij: „Morgen – beginnt ein neues Leben, heute aber bin ich noch das Geburtstagskind und gehöre mir selbst – zum erstenmal in meinem Leben!“ (1. Teil, 14. Kapitel). Als dann Rogoschin mit seiner bacchantisch-wilden, betrunkenen Truppe auftaucht und ihr 100.000 Rubel bietet, wenn sie mit ihm zusammenlebt, spielt sie ihren neuen Bewerber gegen Gawrila aus und demütigt sich zugleich in Ekstase als „Schamlose“, die lieber „mit Rogoschin in Saus und Braus“ davonziehen als so wie bisher weiterzumachen würde: „Auf die Straße gehe ich jetzt […] dort ist mein Platz, oder am Waschtrog!“ (1. Teil, 16. Kapitel). Myschkin warnt sie auch vor diesem „Augenblick einer krankhaften Anwandlung“ (1. Teil, 16. Kapitel), denn Rogoschin und sie würden sich durch ihr zerstörerisches Potential gegenseitig ruinieren. Er dagegen, und damit offenbart er seine Mission, will sie durch eine Heirat retten und ihre Selbstachtung aufbauen. Eindringlich redet er auf sie ein: „Ich bin nichts, Sie aber haben gelitten und sind aus einer solchen Hölle rein hervorgegangen […] Weshalb schämen Sie sich […] ich liebe Sie. Ich würde niemandem erlauben, ein schlechtes Wort über Sie zu sagen“ (1. Teil, 15. Kapitel). Auch erwähnt er, um seinen Vorschlag finanziell zu fundieren, dass er vermutlich den reichen Kaufmann Papuschin beerbt. Nastassja nimmt jedoch seine Worte offenbar nicht ernst und erwidert, er brauche eine Frau wie Aglaja. In dieser Vorausdeutung weist sie auf die kommende Entwicklung hin. Als sie am nächsten Tag mit Rogoschin Petersburg verlässt und Myschkin ihnen folgt und zeitweilig, am Anfang in Moskau, mit ihnen zusammenlebt, wird er in das befürchtete Spannungsfeld einbezogen. Mehrmals entschließt sich Nastassja, Myschkin oder Rogoschin zu heiraten, doch kurz vor den Terminen erfasst sie ihre Bindungsangst und sie flieht zum jeweiligen Rivalen und bittet ihn, sie zu „retten“ (2. Teil, 3. Kapitel). Sie schwankt zwischen zwei extremen Positionen: Wie Rogoschin durch Emotionalität, Sexualität und seine nicht kontrollierbaren bösen Geister immer wieder von seinen Vorsätzen weggetrieben wird, so repräsentiert der Fürst die Grundhaltungen des Mitleids und der Nächstenliebe.
Myschkin fühlt sich gerade wegen dieser Entwicklung in seinen Ahnungen bestätigt und für Nastassja verantwortlich. Als er Anfang Juni nach Petersburg zurückkehrt (2. Teil, 1. Kapitel), will er sich sogleich mit dem Rivalen verständigen, dass Nastassja ins Ausland gehen und dort geistig und körperlich gepflegt werden solle und dass sie sich nicht befeinden, sondern der gemeinsamen Geliebten die Entscheidung überlassen. Denn er liebe sie „nicht aus ‚Liebe’, sondern aus ‚Mitleid’“ (2. Teil, 3. Kapitel). Rogoschin ist jedoch nicht zu einer solchen Selbstkontrolle fähig. Er schildert verzweifelt die Hassausbrüche Nastassjas und ihren ihn provozierenden Spott. Sie liebe nur Myschkin, heirate ihn aber nicht, um seine Ehre nicht durch ihren schlechten Charakter zu beeinträchtigen. Er formuliert diese Situation als Paradoxon: „Sie hielt bei dir ihre eigene Liebe nicht aus.“ (2. Teil, 4. Kapitel). Ihn dagegen würde sie nur aus Hass gegen ihn und sich, also zur Selbstzerstörung, heiraten. Dies entspricht auch Myschkins Analyse, denn er hat schon lange erkannt, dass ihr geringes Selbstwertgefühl mit ihrer Einschätzung verbunden ist, nicht nur missbrauchtes Opfer zu sein, sondern an ihrer Situation auch Gefallen gefunden zu haben. Aus ihrer niedrigen sozialen Position, die sie immer wieder durch neue Aktionen sich und den anderen demonstriert, gewinnt sie wiederum in ihrer labyrinthischen Psyche masochistischen Lustgewinn. Deshalb flieht sie auch vor Myschkins Versuchen des „Zu sich Emporheben[s]“ (3. Teil, 8. Kapitel). In die Ambivalenz der Gefühle sind auch die beiden Männer einbezogen. Sie tauschen nach ihrem versöhnlichen Gespräch wie Brüder ihre Kreuze, und Rogoschin will dem Fürsten die Geliebte überlassen. Aber er kann seine Vorsätze nicht einhalten. In seiner Besessenheit hat er Myschkin seit der Ankunft in Petersburg auf seinen Wegen durch die Stadt verfolgt und lauert ihm schließlich am Abend mit einem Messer im dunklen Treppenhaus des Gasthofs „Zur Waage“ auf, läuft aber davon, als dieser in Folge seines Epilepsieanfalls die Stufen hinabstürzt (2. Teil, 5. Kapitel). Den ganzen Tag über hat sich der, vom Erzähler detailliert beschriebene, Ausbruch kontinuierlich aufgebaut: in einer mit verstärkter Sensibilität seiner Wahrnehmung, der Ahnung, vom Rivalen seit seiner Ankunft beobachtet und verfolgt zu werden, der „Dunkelheit und Kälte in der Seele“ (2. Teil, 5. Kapitel), quälenden Erinnerungen, Selbstvorwürfen und Zwangshandlungen verbundenen Anspannung.
Im dritten Romanteil scheint diese Konfliktsituation durch die Beziehung Myschkins zu Aglaja lösbar zu sein, bricht jedoch dadurch erst in tragischer Konsequenz aus: Nastassjas Flucht vor der Heirat mit Myschkin zu Rogoschin wiederholt sich und endet für die drei Protagonisten mit der Katastrophe.

### Nastassja – Myschkin – Aglaja

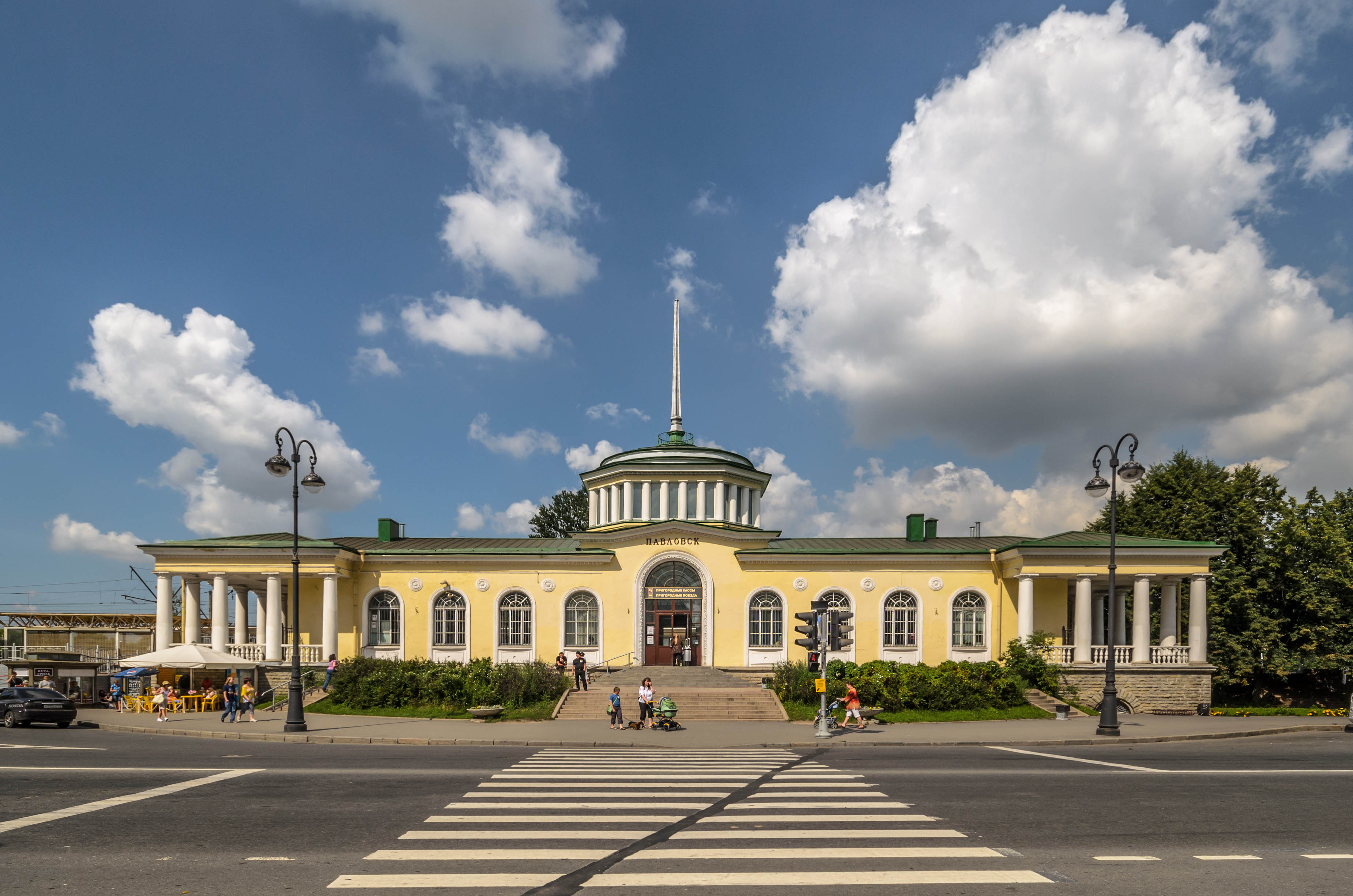
Nastassja nutzt die Kulisse eines Sommerkonzertes vor dem Pawlowsker Bahnhof für einen die Gesellschaft provozierenden Auftritt.

Nastassja fördert in Pawlowsk nach ihren Erfahrungen mit dem Fürsten eine Verbindung Myschkins mit Aglaja und intrigiert gegen den 28-jährigen Offizier Jewgenij Pawlowitsch Radomskij durch vertrauliche, eine Affäre vortäuschende Zurufe. Einmal spricht sie ihn aus einer Kutsche heraus auf seine angeblichen Schulden an (2. Teil, 10. Kapitel), zum anderen stellt sie ihn auf einem Konzert vor dem Bahnhof wegen seines betrügerischen Onkels bloß (3. Teil, 2. Kapitel) In ihrer komplizierten Liebe zu Myschkin will sie durch solche Aktionen den potentiellen Bräutigam Aglajas bei den Jepantschins lächerlich machen, dem Fürsten das Heiratsfeld ebnen und damit ihr Gewissen entlasten, ihm zu seinem Glück verholfen zu haben, anstatt ihn in ihren schicksalhaften Abgrund hineinzuziehen. Zugleich verstärkt sie durch Briefe an Aglaja deren bereits vorhandene, hinter Spott versteckte Zuneigung zum Fürsten. Aber diese erkennt zwischen den freundlichen Zeilen eine auf sie eifersüchtige Frau, die das unbescholtene, behütete Mädchen um den hohen sozialen Rang beneidet und zugleich dafür hasst, während sie bereits ahnt, wie ihr Leben in Rogoschins düsterem Haus enden wird. (3. Teil, 8. und 10. Kapitel, 4. Teil, 11. Kapitel).
Aglajas Interesse für den Fürsten verdeutlicht bereits ihre Rezitation des Puschkin-Gedichtes vom „armen Ritter“ (2. Teil, 7. Kapitel), der für seine, ihm in einer Vision erschienene Dame im Heiligen Land kämpft, mit ihren Initialen auf dem Schild, und später auf seiner Burg einsam im Wahnsinn stirbt. Anfangs interpretiert man den Auftritt Aglajas noch als Spott über den Träumer Myschkin, da sie die Anfangsbuchstaben des Namens der Himmelskönigin durch die Nastassjas (N. F. B.) ersetzt. Doch wird ihre Einstellung für alle sichtbar, als sie den Fürsten nach der demütigen Entschuldigung seines, durch lange Krankheit bedingten, unpassenden Benehmens vor ihrer Familie in Schutz nimmt: „Hier gibt es keinen einzigen, der solcher Worte wert wäre! […] Alle diese hier […] sind nicht einmal so viel wert wie […] Ihr Verstand oder Herz! Sie sind ehrlicher als alle, Sie sind edler als alle, Sie sind besser, Sie sind reiner, Sie sind klüger als Alle!“ D. h. sie schätzt in ihrer gesellschaftskritischen Einstellung seine unpragmatische, nicht profitorientierte Einstellung. Dann aber schlägt ihre Stimmung in Hysterie um und sie enthüllt ihre geheimen Wünsche, aber auch ihren Unwillen darüber, „dass man [sie] fortwährend verheiratet“ (3. Teil, 8. Kapitel). Im Widerspruch zu dieser emanzipatorischen Position orientiert sie sich an einem konventionellen männlichen Rollenbild und ist von der idealistischen Kompromissbereitschaft und Nachgiebigkeit des Fürsten enttäuscht: „Unter keiner Bedingung werde ich Sie heiraten! […] Kann man denn einen so lächerlichen Menschen wie Sie überhaupt heiraten?“ (3. Teil, 2. Kapitel) Aus diesem Zwiespalt wird sie sich in der weiteren Handlung nicht lösen und situativ von einem Extrem zum anderen schwanken. Das hat sie mit ihrer Rivalin gemeinsam, auch die Egozentrik und den Hass gegenüber der Konkurrentin. Als Myschkin sie nach ihrem Wutausbruch mit seiner Versicherung zu beruhigen versucht, er wolle gar nicht um sie werben, spielt sie ihren Auftritt als eine ihrer launenhaften Komödien herunter, aber sie möchte nach dem von ihm erzwungenen „Korb“ ihn doch stufenweise zu einer offenen Entscheidung gegen Nastassja drängen. Zunächst bestellt sie ihn früh um sieben Uhr zu einer Aussprache in den Park und bittet ihn, ihr Freund zu werden und mit seiner Hilfe das Elternhaus zu verlassen, denn sie habe noch keine Welterfahrung und werde wie ein unreifes Mädchen und nicht wie eine Erwachsene behandelt. Ihre kindliche Launenhaftigkeit entlarvt sie dann tatsächlich dem Fürsten gegenüber, als sie ihm droht, Gawrila zu heiraten, wenn er ihre Pläne nicht unterstütze. Ihr Interesse gilt aber v. a. seiner Beziehung zu Nastassja, deren Psyche er ihr analysiert, und sie will seine Bindung an eine Wahnsinnige, die ihrer Meinung nach in ein Irrenhaus gehört, ergründen (3. Teil, 8. Kapitel). Nachdem sich durch die häufigen Besuche des Fürsten bei Aglaja, sowie ihr geheimnisvolles Igelgeschenk für ihn, die Verlobungsgerüchte verbreitet haben, ziehen auch die Jepantschins diese Möglichkeit in Betracht, und Aglaja zwingt Myschkin in einer ihrer bekannten undurchsichtigen theatralischen Aktionen zu der Entscheidung, um ihre Hand anzuhalten (4. Teil, 5. Kapitel). Ihre Schwester Alexandra diagnostiziert daraufhin hellsichtig: „Sie liebt nicht nur, sie ist sogar verliebt […] Nur in wen, fragt es sich“. Aglaja selbst lobt des Fürsten „prächtige Treuherzigkeit“ und entschuldigt sich mit den sibyllinischen Worten, die er allein in seinem Glück nicht versteht oder doch unbewusst erfasst: „[V]erzeihen Sie, dass ich auf einem Unsinn bestand, der natürlich nicht die geringsten Folgen haben kann…“ (4. Teil, 5. Kapitel).
Letztlich sucht Aglaja die Konfrontation mit Nastassja (4. Teil, 8. Kapitel). Sie spielt dabei ihre soziale Positionen gegen sie aus, verbietet sich die briefliche Einmischung in ihre Heiratsangelegenheiten und wirft ihr vor, Myschkin nicht wirklich zu lieben, sondern nur egoistisch zu quälen und ihre Schande theatralisch in der Öffentlichkeit zu inszenieren. Nastassja entgegnet mit ihrer persönlichen Dominanz als Frau gegenüber der kindlichen Aglaja: Sie könne dem Fürsten befehlen, zu ihr zurückzukehren und sie zu heiraten, und Rogoschin würde sie wegjagen. Als Myschkin Aglaja vorwirft, man dürfe doch eine unglückliche Frau nicht so herablassend behandeln, wird ihr die Priorität der Schwachen und Ausgegrenzten in seiner Einstellung klar. Sie zwingt ihn zu einer Parteinahme, der er lieber ausweichen möchte, indem sie fluchtartig das Haus verlässt: Der hilflose Fürst will ihr zuerst nachlaufen, bleibt jedoch bei der bewusstlos zusammengesunkenen Nastassja (4. Teil, 8. Kapitel). Damit ist die Entscheidung gefallen.
In dem die Aglaja-Handlung abschließenden Gespräch mit Jewgenij Radomskij hört Myschkin sich dessen Vorwurf, „[a]uch das Mitleid [müsse] doch eine Grenze haben!“, und seine vernunftorientierte Analyse des Vorgefallenen zerknirscht an. Die Frage „Dann wollen Sie also beide lieben?“ beantwortet er mit „Ja, ja!“, und auf die Vermutung „Wissen Sie was, mein armer Fürst: am wahrscheinlichsten ist, dass Sie weder die eine noch die andere jemals geliebt haben!“ reagiert er in für ihn bezeichnender Weise ausweichend: „Ich weiß nicht … vielleicht; vielleicht haben Sie in vielem recht […] Sie sind sehr klug […] ach, ich bekomme wieder Kopfschmerzen […] Um Gottes willen, um Gottes willen!“ (4. Teil, 9. Kapitel).
Aglaja heiratet später in Paris einen polnischen Emigranten, dessen Edelmut und Trauer ums Vaterland sie beeindruckt, wird Mitglied in einem Komitee zur Wiederherstellung Polens und fanatische Anhängerin des römisch-katholischen Glaubens (4. Teil, 12. Kapitel). Dadurch erklärt sich nachträglich, dass sie vom Patriotismus Myschkins, von seiner Gläubigkeit sowie seinem Desinteresse an materiellen Dingen fasziniert war.
Durch die Ähnlichkeiten der Biographien vermutet man, dass Anna (Anjuta) Korwin-Krukowskaja dem Autor als Vorlage für die Figur der Aglaja diente. Dostojewski hatte 1866 der 18-jährigen Generalstochter, trotz ihrer unterschiedlichen ideologischen Positionen, einen Heiratsantrag gemacht, den die emanzipatorisch-revolutionären Ideen zugeneigte junge Frau ablehnte. Annas Schwester, die Mathematikerin und Schriftstellerin Sophie Kowalewskaja beschreibt in ihren Briefen die Besuche des Schriftstellers bei ihrer Familie, die an die Abendveranstaltung bei den Jepantschins erinnern.

## Adaptionen

### Theateraufführungen
- F. Weyl und J. W. Bienenstock in Paris (1931)
- Frank Castorf an der Volksbühne Berlin (2002)
- Anna Maria Krassnigg am Théâtre National du Luxembourg (2003)
- Alvis Hermanis am Schauspielhaus Zürich (2008)
- Andriy Zholdak am Theater Oberhausen (2011)
- Karin Henkel am Schauspiel Köln (2012)
- Stephan Kimmig am Schauspiel Frankfurt (2013)
- Vladislav Grakovski am Theater Atelier in Stuttgart (2014)
- Matthias Hartmann am Staatsschauspiel Dresden (2016)
- Beka Savić am Staatstheater Wiesbaden (2019)
- Johan Simons am Thalia Theater (Hamburg) (2021)

### Opern
- 1952: Der Idiot (Hans Werner Henze)
- 1970: L’idiota (Luciano Chailly)
- 1987: Der Idiot; Musik: Karl Ottomar Treibmann, Text: Harald Gerlach/Fëdor Dostoevskij, Oper in 7 Bildern, UA Gewandhausorchester (Leitung: Kurt Masur), Opernhaus, 1988 Leipzig
- 1989: Der Idiot; Musik: Mieczysław Weinberg, Text: Alexander Medwedew nach Fjodor Michailowitsch Dostojewski, Oper in 4 Akten, UA als Kammeroper Moskauer Kammeroper, 1991 Moskau; in ihrer originalen großen Form Nationaltheater Mannheim (Leitung: Thomas Sanderling), 2013 Mannheim.
- 1999/2000: Der Idiot; Musik: Thomas Blomenkamp, Text: Ulrike Gondorf, Oper in zwei Teilen nach Fjodor M. Dostojewskij, UA 2001 Krefeld

### Film
- 1946: Der Idiot (L’Idiot) – Regie: Georges Lampin (mit Gérard Philipe)
- 1951: Der Idiot (Hakuchi) – Regie: Akira Kurosawa
- 1958: Der Idiot (Nastassja Filippowna) – Regie: Iwan Pyrjew (sowjetischer Spielfilm, nur erster Teil verwendet)
- 1968: Der Idiot (TV-Film) – Regie: Rolf von Sydow (mit Gerd Baltus)
- 1985: Liebe und Gewalt (L’Amour braque) – Regie: Andrzej Żuławski (mit Sophie Marceau)
- 1999: Die Rückkehr des Idioten (Navrat idiota) – Regie: Sasa Gedeon
- 2001: Down House (Даун Хаус) – Regie: Roman Katschanow
- 2003: Der Idiot (Idiot) (TV-Serie, zehn Folgen) – Regie: Wladimir Bortko
- 2007: Der Idiot – Regie: Frank Castorf[21]

### Hörspiel
- 1953: Der Idiot – Regie: Theodor Steiner, mit Erik Schumann, René Deltgen und Xenia Hegmann; Produzent: Hessischer Rundfunk